# Skuratowo (rejon smorgoński)
Skuratowo – dawny majątek i folwark. Tereny, na których były położone, leżą obecnie na Białorusi, w obwodzie grodzieńskim, w rejonie smorgońskim, w sielsowiecie Korzenie.

## Historia
W czasach zaborów folwark w gminie Smorgonie, w powiecie oszmiańskim, w guberni wileńskiej Imperium Rosyjskiego. W 1905 roku liczył 54 mieszkańców, 361 dziesięcin, własność Terleckiego.
W latach 1921–1945 majątek i folwark leżały w Polsce, w województwie wileńskim, w powiecie oszmiańskim, w gminie Smorgonie.
W 1931:
- majątek w 2 domach zamieszkiwało 19 osób[2].
- folwark w 1 domu zamieszkiwało 6 osób[2].

Wierni należeli do parafii rzymskokatolickiej w Smorgoniach. Miejscowość podlegała pod Sąd Grodzki w Smorgoniach i Okręgowy w Wilnie; właściwy urząd pocztowy mieścił się w Smorgoniach.